# 拉克万纳
拉克万纳（英語：Lackawanna）是位于美国纽约州伊利县的城市，地处伊利县西部、布法罗以南。2010年美国人口普查时，该镇有18141人。其名称源于总部曾在此地的拉克万纳钢铁公司。